# أريانة
أريانة تقع في ولاية أريانة وهي تمثل مركز الولاية ومركز معتمدية أريانة، تقع شمال غربي العاصمة تونس وهي من أكبر مدن الجمهورية التونسية، بلغ عدد سكانها 114.486 نسمة عام 2014.

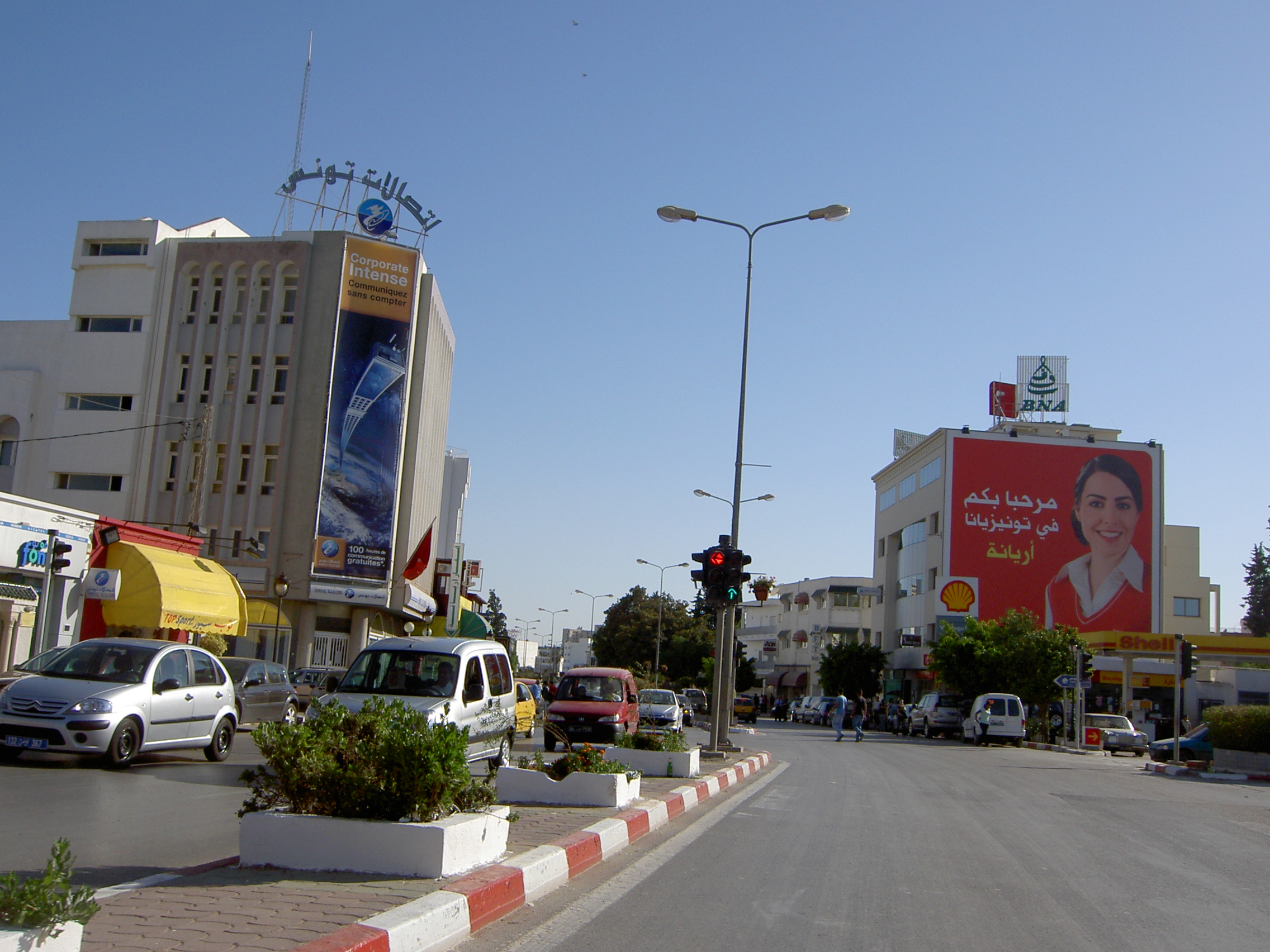
شارع الحبيب بورقيبة
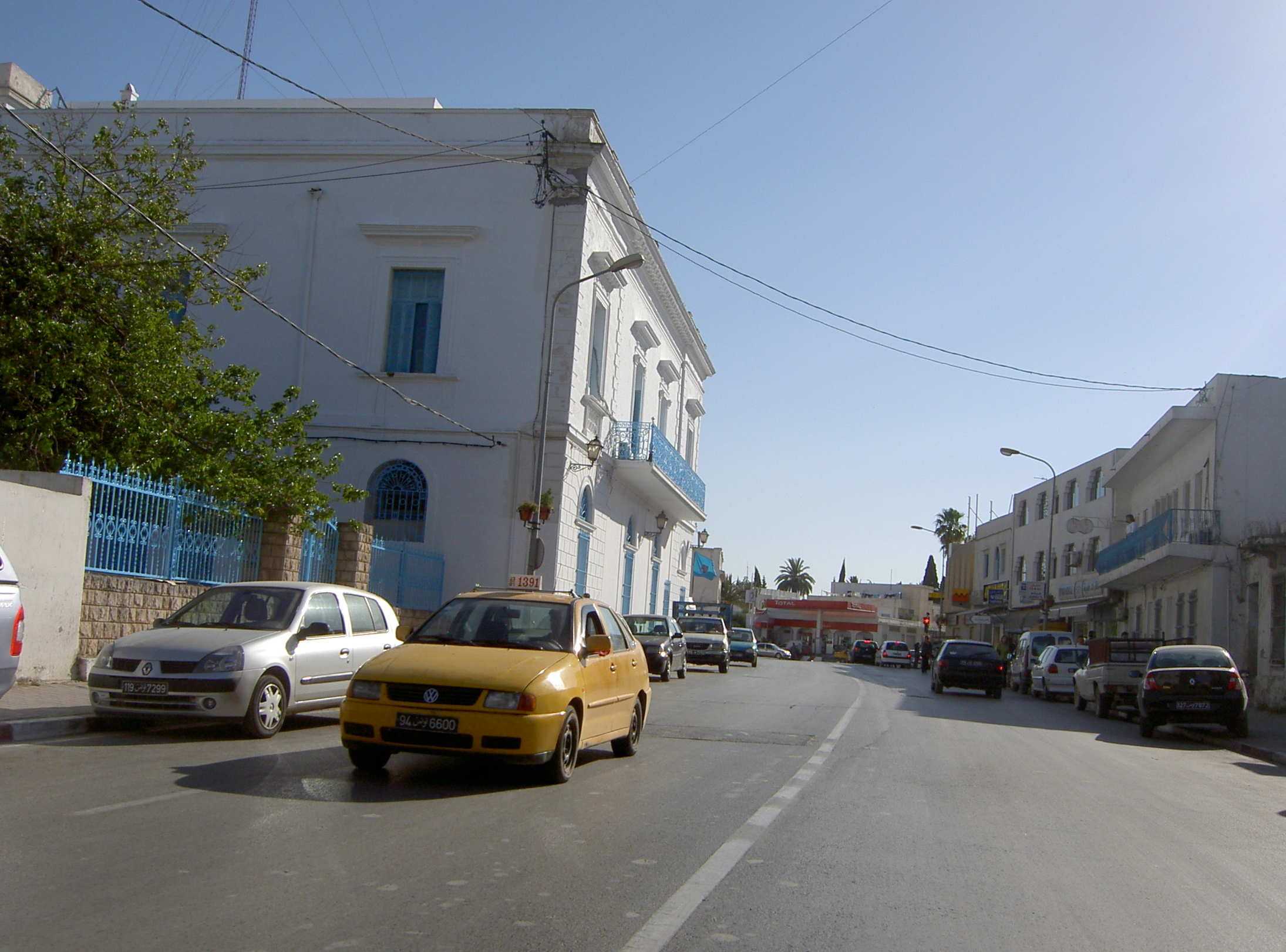
شارع الطيب المهيري
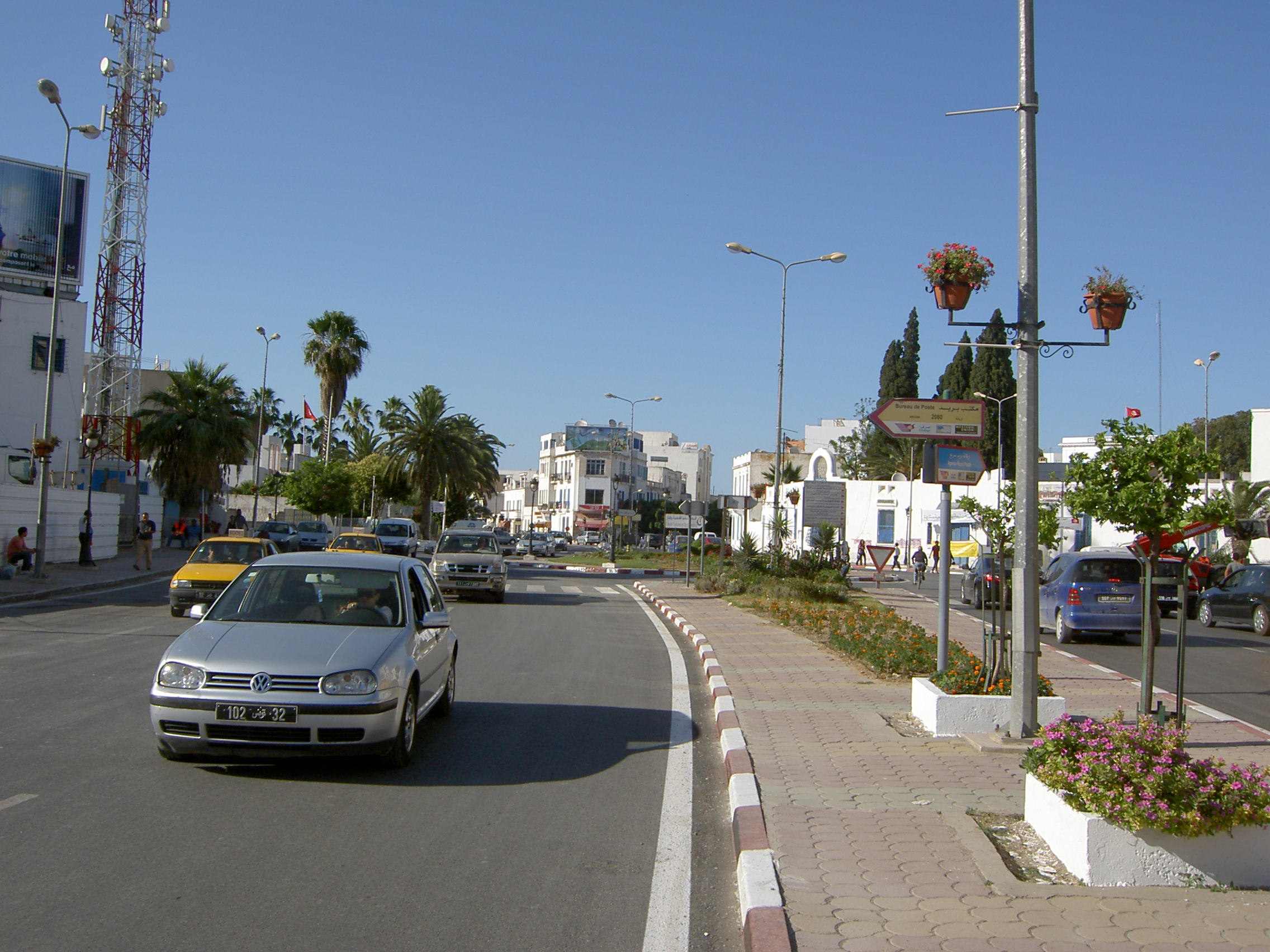
شارع الحبيب بورقيبة
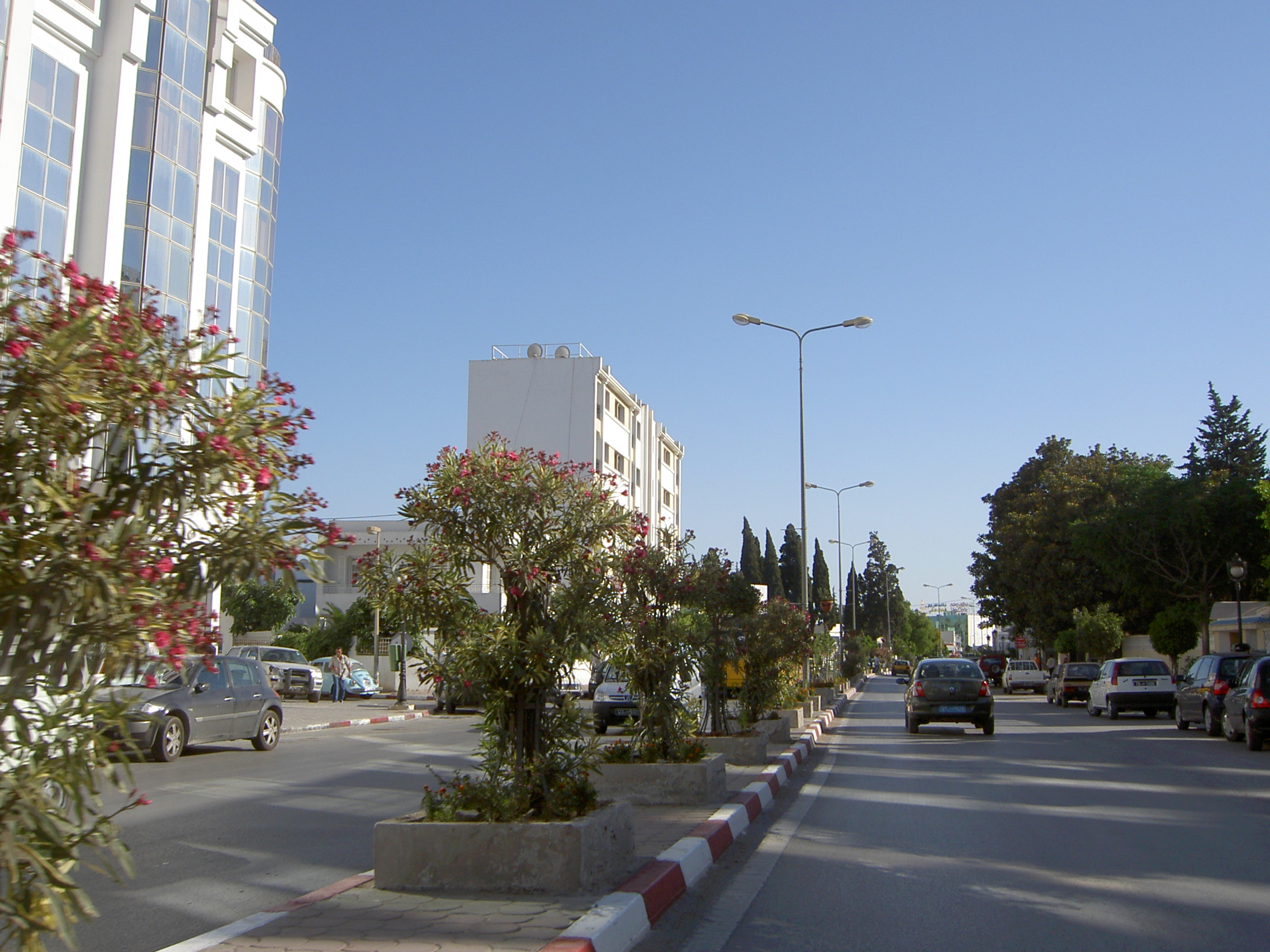
شارع الحبيب بورقيبة
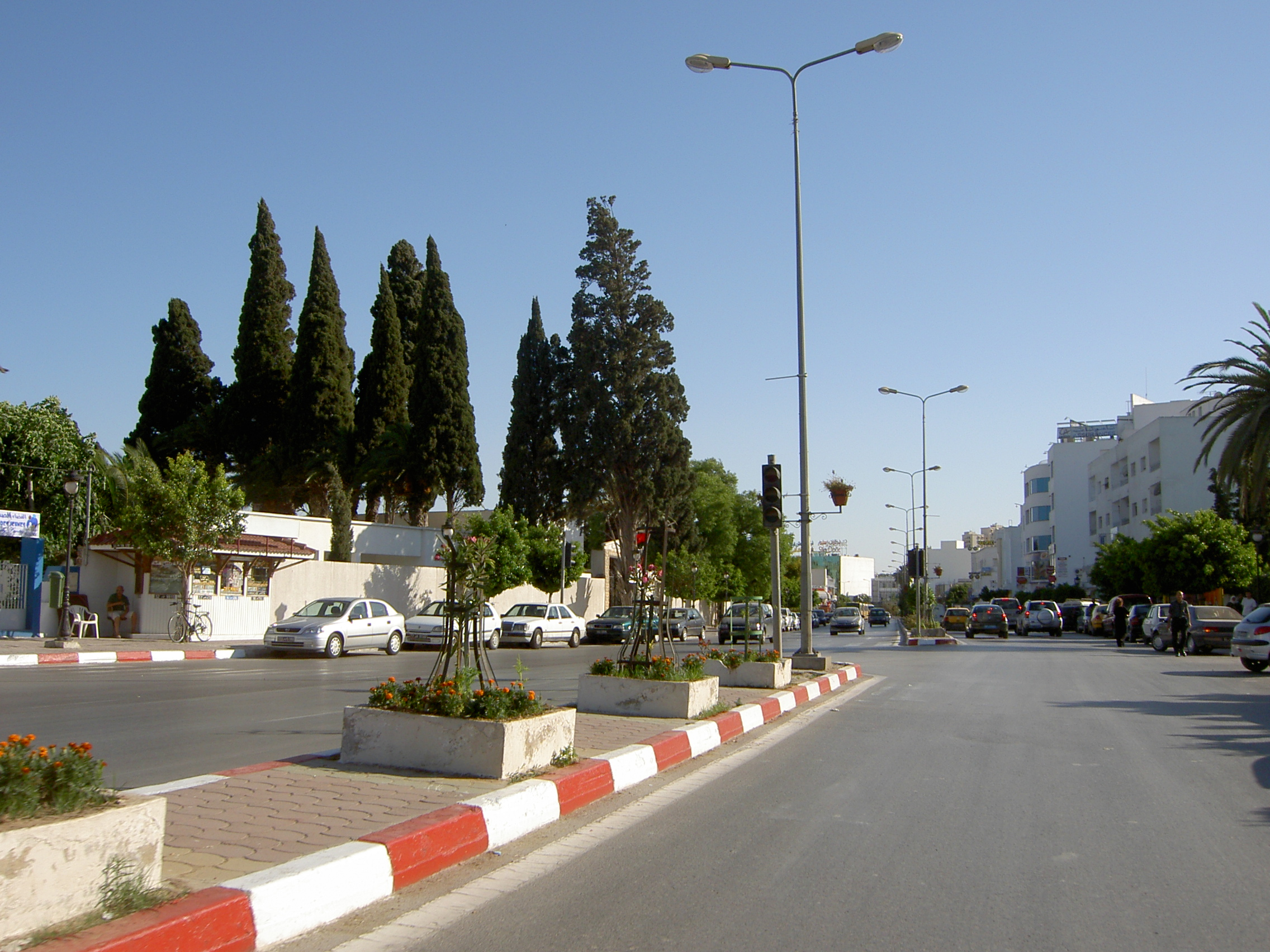
شارع الحبيب بورقيبة
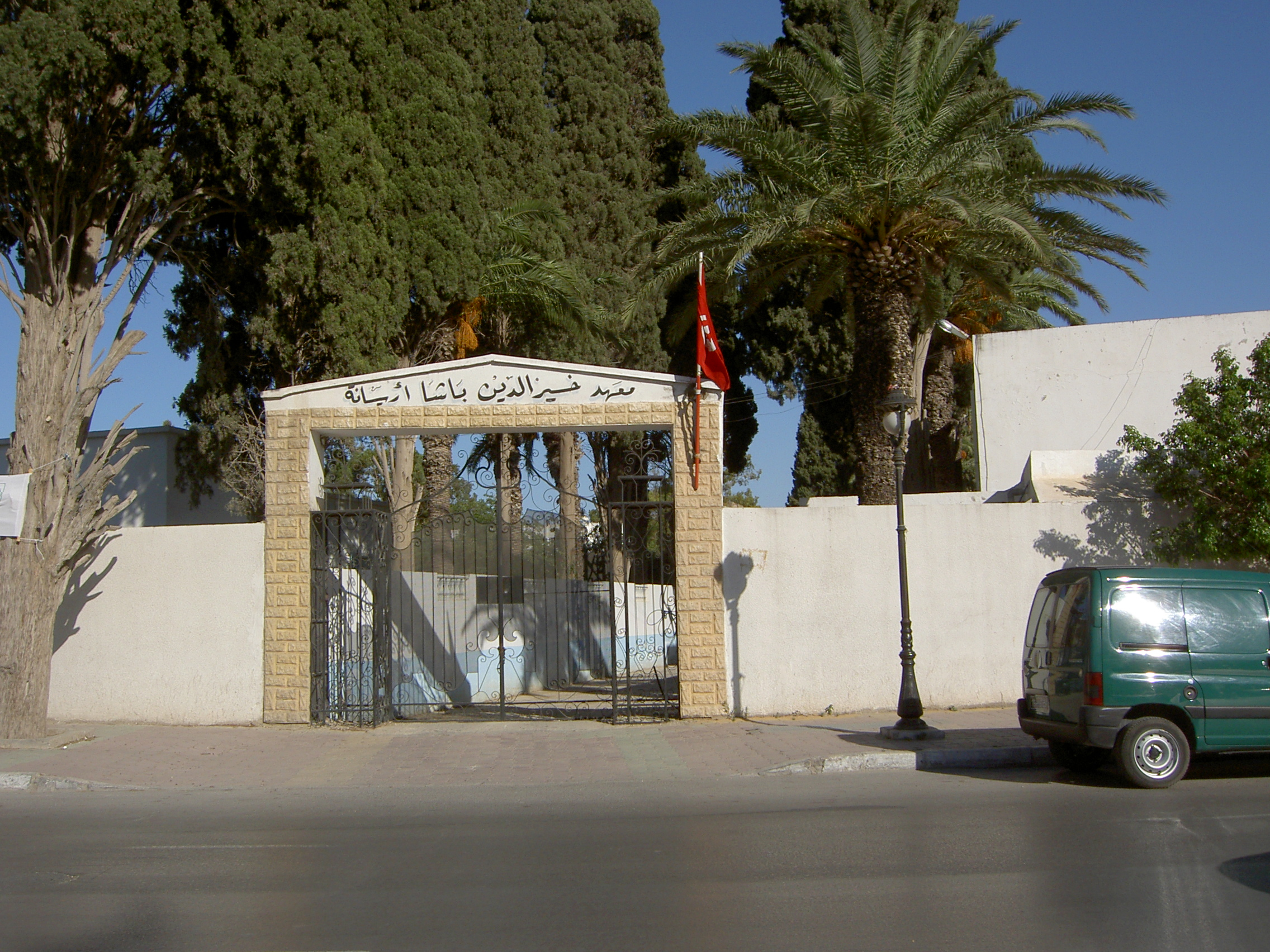
معهد خير الدين باشا
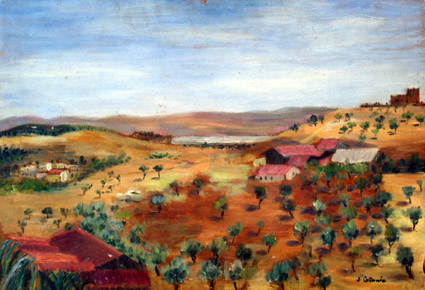
ريف أريانة كما رسمه الفنان الإيطالي كاتانيا في مطلع القرن العشرين

## المناخ
يظهر الجدول التالي التغييرات المناخية على مدار السنة لأريانة:
| البيانات المناخية لـأريانة            | البيانات المناخية لـأريانة | البيانات المناخية لـأريانة | البيانات المناخية لـأريانة | البيانات المناخية لـأريانة | البيانات المناخية لـأريانة | البيانات المناخية لـأريانة | البيانات المناخية لـأريانة | البيانات المناخية لـأريانة | البيانات المناخية لـأريانة | البيانات المناخية لـأريانة | البيانات المناخية لـأريانة | البيانات المناخية لـأريانة | البيانات المناخية لـأريانة |
| الشهر                                 | يناير                      | فبراير                     | مارس                       | أبريل                      | مايو                       | يونيو                      | يوليو                      | أغسطس                      | سبتمبر                     | أكتوبر                     | نوفمبر                     | ديسمبر                     | المعدل السنوي              |
| ------------------------------------- | -------------------------- | -------------------------- | -------------------------- | -------------------------- | -------------------------- | -------------------------- | -------------------------- | -------------------------- | -------------------------- | -------------------------- | -------------------------- | -------------------------- | -------------------------- |
| متوسط درجة الحرارة الكبرى °م (°ف)     | 14.8 (58.6)                | 16.0 (60.8)                | 17.9 (64.2)                | 21.0 (69.8)                | 24.0 (75.2)                | 28.8 (83.8)                | 32.0 (89.6)                | 32.1 (89.8)                | 29.5 (85.1)                | 25.3 (77.5)                | 20.3 (68.5)                | 15.8 (60.4)                | 23.1 (73.6)                |
| متوسط درجة الحرارة الصغرى °م (°ف)     | 6.6 (43.9)                 | 7.1 (44.8)                 | 8.3 (46.9)                 | 10.4 (50.7)                | 13.3 (55.9)                | 17.1 (62.8)                | 19.5 (67.1)                | 20.4 (68.7)                | 19.1 (66.4)                | 15.3 (59.5)                | 11.1 (52.0)                | 7.6 (45.7)                 | 13.0 (55.4)                |
| الهطول مم (إنش)                       | 63 (2.5)                   | 57 (2.2)                   | 44 (1.7)                   | 36 (1.4)                   | 23 (0.9)                   | 11 (0.4)                   | 3 (0.1)                    | 8 (0.3)                    | 31 (1.2)                   | 57 (2.2)                   | 53 (2.1)                   | 63 (2.5)                   | 449 (17.7)                 |
| المصدر: Climate-Data.org,Climate data |                            |                            |                            |                            |                            |                            |                            |                            |                            |                            |                            |                            |                            |

## توأمة
تربط مدينة أريانة علاقات صداقة وتعاون مع عديد المدن.
- -  سلا (المغرب) منذ 8 مايو 1982.
  -  غراس (فرنسا) منذ 3 ديسمبر 1999.

## أعلام
- وليد الهيشري
- بلال العيفة
- حاتم الطرابلسي
- مريم ميزوني
- فيصل بن أحمد
- الشيخ العفريت
- سمير العيادي
- محمد براهمي
- نصر الدين بن مختار